# We Die Young
We Die Young – debiutancki minialbum, a zarazem pierwszy singel amerykańskiego zespołu muzycznego Alice in Chains, promujący opublikowany w sierpniu 1990 nakładem wytwórni Columbia album studyjny Facelift. Singel został wydany w limitowanym nakładzie w lipcu 1990 w trzech formatach – nośnika CD, zawierającego tytułowy utwór, kasety, posiadającej dodatkowo na stronie B kompozycje „It Ain’t Like That” i „Killing Yourself”, a także na 12”-calowym winylu, również zawierającym zestaw trzech wspomnianych utworów. Autorem warstwy lirycznej tytułowej kompozycji i utworu „It Ain’t Like That” jest Jerry Cantrell. Tekst do „Killing Yourself” napisał Layne Staley. Cantrell skomponował również muzykę do wszystkich trzech wymienionych utworów – z czego „It Ain’t Like That” wspólnie z Mikiem Starrem i Seanem Kinneyem.
Dwie pierwsze kompozycje trafiły na Facelift, natomiast „Killing Yourself” odrzucono; w 1999 został on zamieszczony na kompilacyjnym box secie retrospekcyjnym Music Bank. Mimo że utworu „We Die Young” nie odnotowano na listach przebojów w momencie wydania, to zyskał on uznanie w emitujących muzykę rockową rozgłośniach w Seattle w stanie Waszyngton, a minialbum wywarł wpływ na społeczność związaną z heavy metalem.
Tytułowy utwór trafił w późniejszych latach na trzy kompilacje Alice in Chains: Nothing Safe: Best of the Box (1999) – gdzie został zamieszczony w nieopublikowanej wcześniej wersji demo – Music Bank (1999) oraz The Essential Alice in Chains (2006).

## Analiza

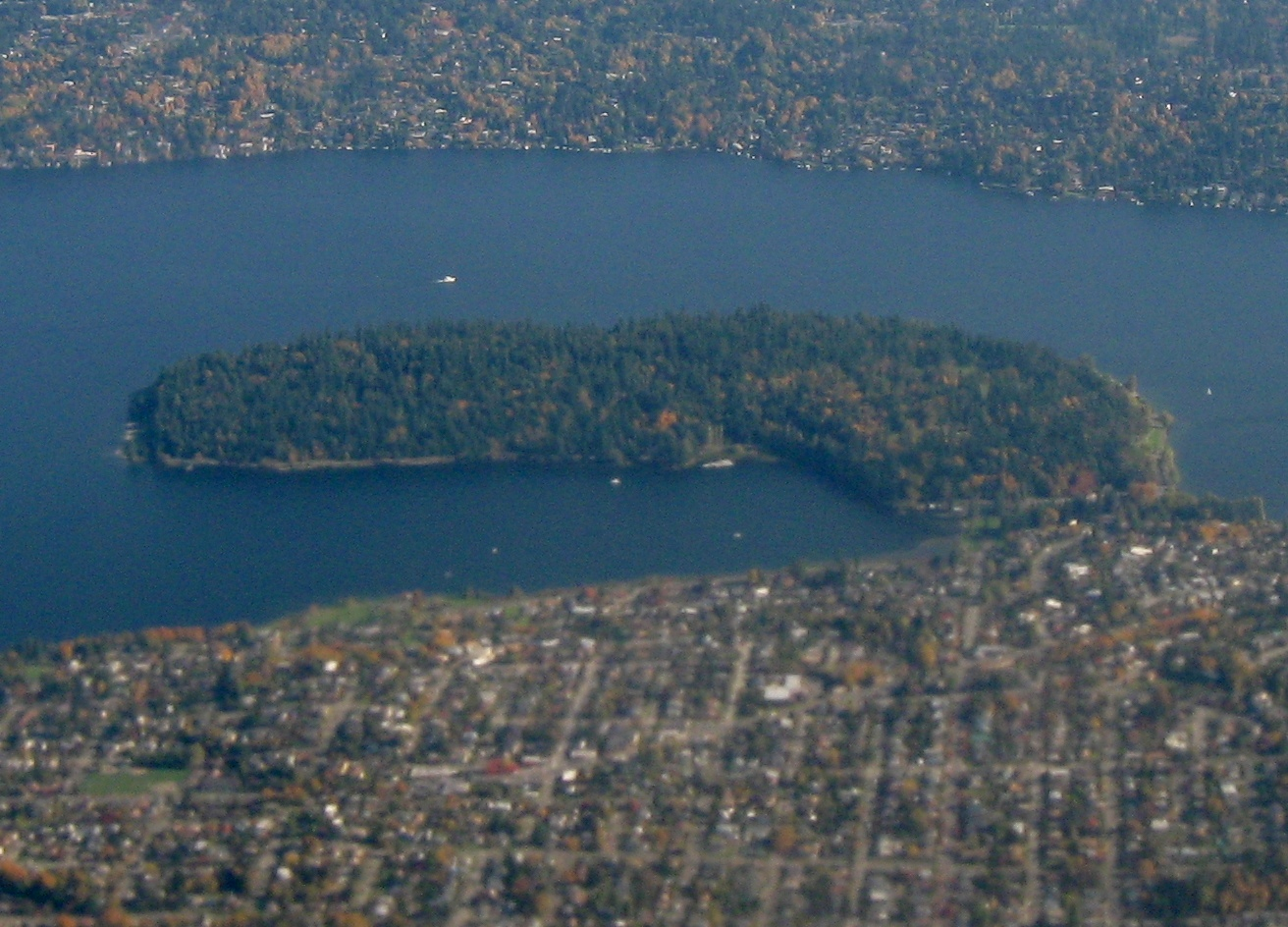
Seward Park (na zdjęciu w 2008) – miejsce, które stało się inspiracją do powstania tekstu

Inspiracją dla Jerry’ego Cantrella do napisania tekstu do „We Die Young” – którego głównym motywem jest temat śmierci – był widok nastolatków handlujących narkotykami. Cantrell obserwował ich przez okno autobusu, gdy dojeżdżał na próby zespołu. Tekst jest również swoistym aktem oskarżenia wobec przemocy gangów w rodzinnym mieście grupy, Seattle w stanie Waszyngton. Często dochodziło do incydentów, gdzie strzelano do dzieci, po czym, gdy były już martwe, zdzierano im buty do tenisa z nóg. „Wyglądało na to, że sprawy wymykają się spod kontroli” – uważał Cantrell. W rozmowie z „Guitar School” odniósł się do interpretacji tekstu: 

Pamiętam dokładnie, kiedy pierwszy raz przyszedł mi do głowy ten riff. Naprawdę utknął mi w głowie – miał takie gwałtowne brzmienie. Pomysł na tekst wziął się z takiego terenu w Seattle, nazywanego Seward Park, na którym znajduje się dużo cracku i broni, i ogólnie jest to strefa kontrolowana przez lokalne gangi. Widywałem 12-latków narąbanych każdego dnia, widok ten zadziwił mnie i przestraszył i dlatego napisałem o tym tekst.

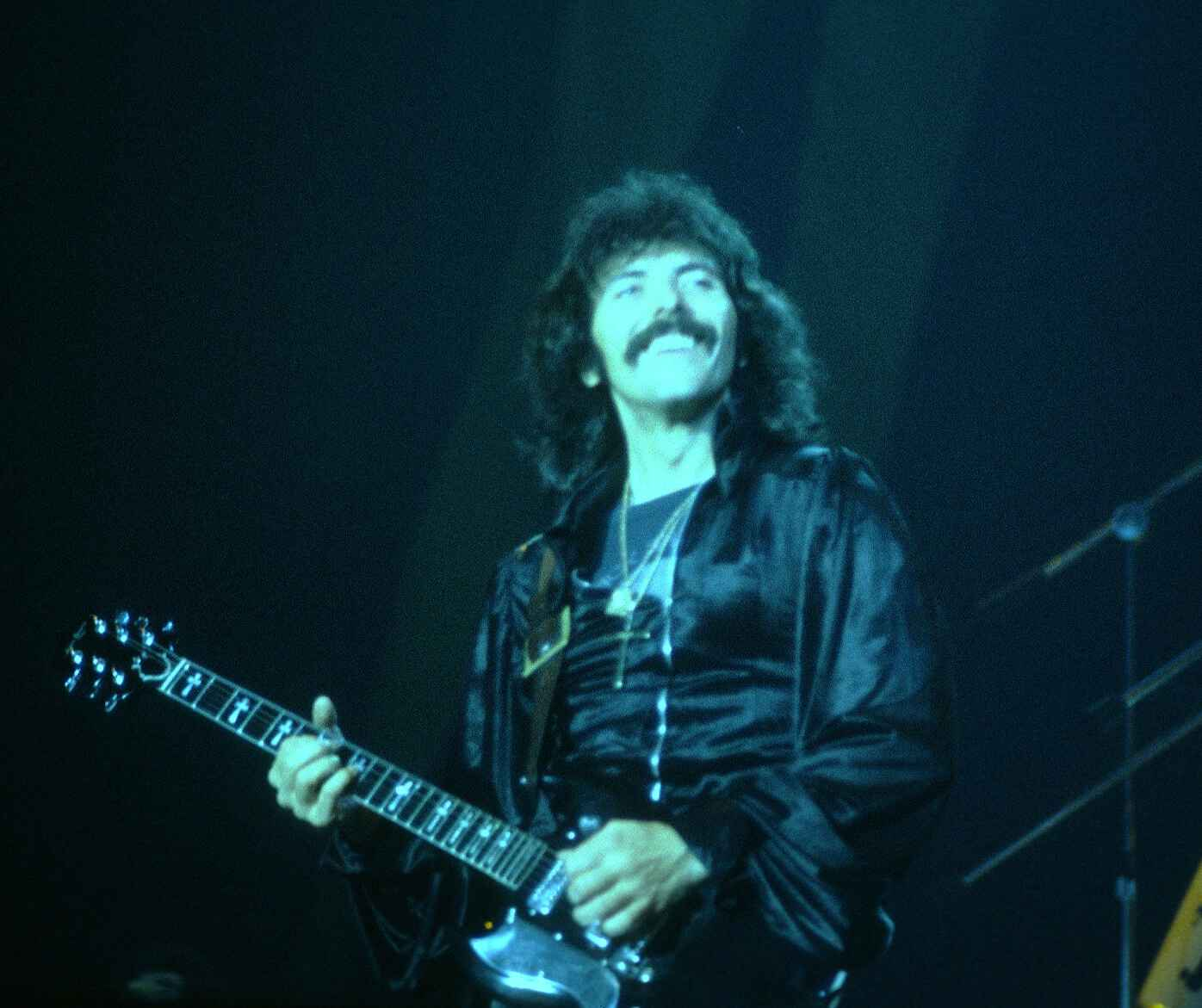
Gra Cantrella w „We Die Young” nawiązywała do stylu Tony’ego Iommiego (na zdj. w 1978)

W wywiadzie dla magazynu „RIP” zaznaczał, że liryka nie jest ostrzeżeniem, lecz osobistą refleksją na temat tego, jak młodzi ludzie schodzą na złą drogę za sprawą gangów i narkotyków. „Wiek niewinności zdecydowanie się obniżył” – argumentował. Layne Staley w wywiadzie dla „Rock Scene” zwracał uwagę, że „We Die Young” nie jest utworem o samobójstwie. „To idzie dalej, bo to jest całe tempo tego stylu życia”. W ocenie jednego z recenzentów czasopisma „Rock Beat” liryka kompozycji okazuje zarówno gniew, jak i introspekcję, tworząc „imponującą kombinację, która przyciągnie czyjąś uwagę”.
„We Die Young” jest skomponowany w niskim strojeniu D (ang. drop D), obniżonym o półtora tonu w dół według Db-Ab-Db-Gb-Bb-Eb. Charakteryzuje się agresywnym i masywnym gitarowym riffem, gdzie – jak napisała w „Guitar World” Katherine Turman – „Cantrell nadaje potężne tempo z masywnym dolnym przesterem”. Wspomniany riff jest odgrywany przez czas trwania zwrotki. Wokale Staleya cechują się energicznym i gardłowym stylem, do którego dołączają partie wspierające Cantrella w refrenach. Po wykonaniu drugiej zwrotki i refrenu, na pierwszy plan wysuwa się krótkie – dynamiczne oraz utrzymane w bluesowym stylu – solo Cantrella, a następnie utwór powraca do głównego riffu.
Ned Raggett z AllMusic podkreślał wyrazistą dynamikę i „chytre jęki Staleya”. Według autora sposób gry Cantrella stanowi odwołanie do Tony’ego Iommiego, przypominając gwałtowne doomowe riffy i nawiązując do szkoły myślenia Black Sabbath. Dale Turner z „Guitar One” uważał, że połączenie niepokojącej tematyki tekstowej z niskim strojem gitary Cantrella zwiastowało wczesny przebłysk mrocznej i ponurej mocy, do jakiej był zdolny zespół. Magazyn „Metal Forces” porównywał brzmienie „We Die Young” do Stormtroopers of Death. Krzysztof Celiński z „Tylko Rocka” wyróżniał „zgiełkliwe brzmienie, metalowe riffy i artykulacje oraz «ciągnące się» tempo”.

## Teledysk

### Produkcja i realizacja

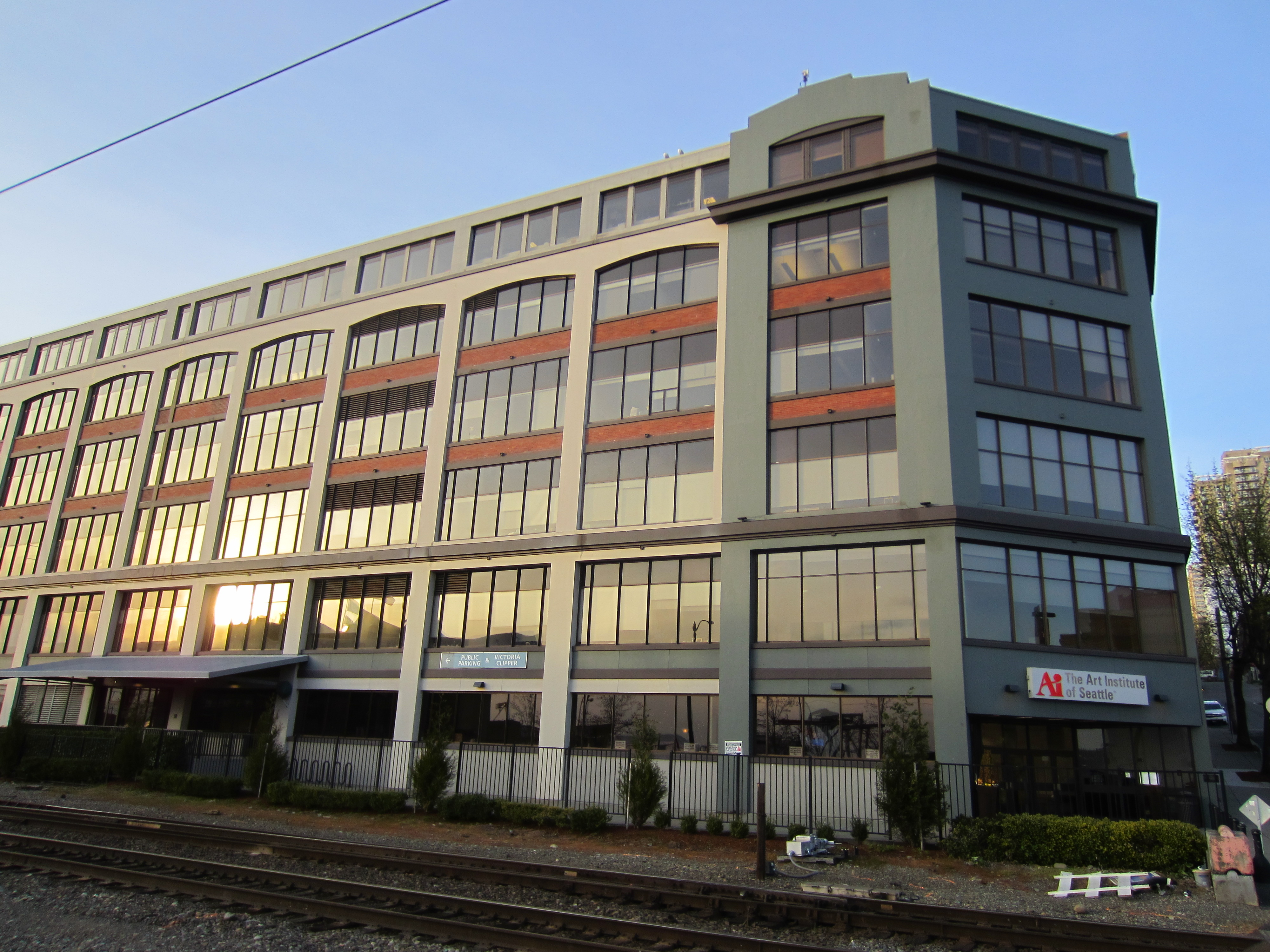
Szkoła artystyczna The Art Institute of Seattle była odpowiedzialna za drugą wersję teledysku

9 sierpnia 1990 członkowie zespołu spotkali się z Rockym Schenckiem, by porozmawiać o pomysłach na fabułę do swojego pierwszego teledysku. W owym czasie w Los Angeles w stanie Kalifornia miało miejsce kilka pożarów. Schenck zasugerował wykorzystanie jednego ze spalonych domów razem z basenem jako głównego pleneru. Realizację rozpoczęto 28 sierpnia przy 1015 Avonoak Terrace w Glendale w Kalifornii, znajdującego się w zespole miejskim Los Angeles–Long Beach. Na prośbę reżysera ruiny domu pomalowano na jasnoczerwony kolor, a basen wypełniono odpadami znalezionymi na miejscu. Jak przyznawał Schenck: „Pamiętam dokładnie reakcję rodziny, która kiedyś mieszkała w tym domu i oglądała nas z boku. Ich wyraz twarzy zdawał się być cichym przerażeniem, gdy realizowaliśmy ujęcia w ich niegdyś pięknym basenie, używając do tego spalonych mebli i zabawek dzieci jako rekwizytów”. 10 września reżyser w studiu w Hollywood realizował sceny z udziałem zespołu. Materiał filmowy z płonącymi oraz unoszącymi się w basenie odpadami był wyświetlany na twarzach muzyków. Zdjęcia do teledysku zakończono 17 września.
Wideoklip był często emitowany w programach stacji MTV – 120 Minutes i Headbangers Ball, lecz nie cieszył się powodzeniem. Schenck przyznawał po latach: „Wydaje się, że zespół i wytwórnia zdają się to lubić, a i ja byłem zadowolony z efektu końcowego. Wygląda na to, że wideo całkiem dobrze pasuje do muzyki i myślę, że wykorzystaliśmy w nim wiele różnych elementów, których nie widziałem w teledyskach w tamtych czasach”. Melinda Garcia pisała na łamach „Screamer”: „Teledysk zawiera atrakcyjną, niepożądaną, podziemną strukturę. I przy lekkim psychodelicznym odczuciu dużej ilości dymu, wydajność zespołu wzbogacają ich stały, mroczny i ciężki dźwięk”.
Istnieje też druga wersja teledysku, wyreżyserowana w dniach 28–30 listopada 1989 przez The Art Institute of Seattle (AIS), która znajduje się na kompilacji Music Bank: The Videos (1999). Wideo w reżyserii Schencka zamieszczono również na koncertowym VHS Live Facelift (1991), będącym częściowym zapisem występu grupy w Moore Theatre w Seattle z 22 grudnia 1990.

## Oprawa graficzna

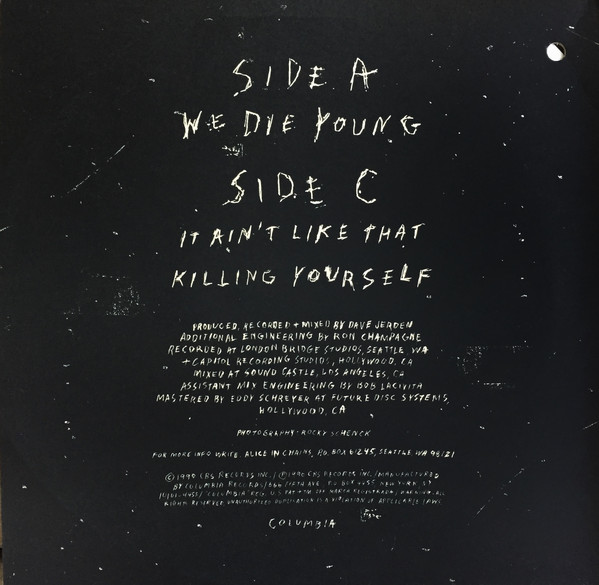
Tylna strona winylowej wersji minialbumu, zawierająca zestaw utworów na stronie A i stronie C

Autorem oprawy graficznej jest Rocky Schenck. Jednym z dyskutowanych pomysłów, który miał posłużyć za główną okładkę albumu studyjnego Facelift (1990), była wizja zdjęcia, na którym członkowie zespołu mieli wyłaniać się z ludzkiego oka. W tym celu powierzchnię basenu przykryto cienką folią z tworzywa sztucznego. Zdjęcia rozpoczęto 2 maja 1990 w Oakwood Apartments w Burbank w hrabstwie Los Angeles. Muzycy nurkowali pod plastikiem, po czym wyłaniali się na powierzchnię, łapiąc oddech. Jak wspominał Schenck: „Tworzywa sztuczne zniekształcały ich twarze, a ja dostałem świetne, upiorne zdjęcia zespołu z ich pierwszą rolą w filmie”.
W trakcie sesji członkowie zespołu eksperymentowali z wieloma pomysłami, włącznie z ujęciem przedstawiającym Staleya owiniętego folią, trzymanego przez pozostałych. Zdjęcie to zostało wykorzystane jako okładka minialbumu.

## Wydanie
„We Die Young” był pierwszym singlem promującym debiutancki album studyjny Facelift (1990). Wytwórnia Columbia opublikowała go w lipcu 1990 w limitowanym nakładzie. Ukazał się w trzech wersjach: nośnika CD (nr kat. CSK 2163), posiadającego jedynie tytułowy utwór i inną okładkę, oraz w rozszerzonych wydaniach na kasecie (nr kat. CAT 2095) i 12”-calowym winylu (nr kat. CAS 2095) w formie minialbumu. Edycje te na stronach B zawierały utwory „It Ain’t Like That” i „Killing Yourself”. Ostatni z nich pochodził ze starszych sesji nagraniowych z końca lat 80. Wolniejszą wersję „Killing Yourself” zamieszczono na demie The Treehouse Tapes (1988). W ramach promocji singel rozsyłano do wybranych miejscowych sklepów muzycznych, których właściciele otrzymywali zysk ze sprzedaży.
„It Ain’t Like That” trafił na Facelift, z kolei „Killing Yourself” odrzucono, z powodu niechęci Staleya do niego. Teledysk do tytułowego utworu został wydany na nośniku VHS 22 sierpnia 1990 przez Columbia. W 1992 „We Die Young” znalazł się na stronie B rozszerzonej edycji singla „Would?”, opublikowanej w Europie, natomiast w marcu 1993 ukazał się on na stronie B brytyjskiej wersji singla „Them Bones”.
Demonstracyjna wersja „We Die Young”, zarejestrowana pod kierownictwem producenta Ricka Parashara w 1989, została zamieszczona na kompilacji Nothing Safe: Best of the Box (1999), natomiast studyjna ukazała się na retrospekcyjnym box secie Music Bank (1999) i składance The Essential Alice in Chains (2006).
23 kwietnia 2022, z okazji Record Store Day, będącego częścią czarnego piątku, minialbum został wydany nakładem Legacy w limitowanej edycji na 12”-calowym winylu. Ponowny mastering materiału wykonał Bob Ludwig.

## Odbiór

### Krytyczny
Recenzent Ned Raggett z AllMusic określał „We Die Young” jako „dwie i pół minuty czystego heavy metalu”, a także „dzieło sztuki aranżacji i produkcji”. Ric Albano z brytyjskiego pisma „Classic Rock” przyznawał, że brzmienie „We Die Young” nawiązuje do klasycznego hard rocka. Bill Adams na łamach „Ground Control” krytykował tytułowy utwór, zarzucając mu, że brzmi jak „każdy inny hardrockowy numer, produkowany pod koniec lat 80.” W dalszej części autor negatywnie odnosił się do wokalu Staleya; chociaż w jego ocenie śpiew wokalisty jest „niesamowicie potężnym narzędziem”, to w „We Die Young” brzmi on niczym „Paul Stanley z wrednym kacem”. Z kolei partie gitary Cantrella uważał za „rozdęte i niespójne”. Tom Forsythe z „Guitar” brzmienie gitar w „We Die Young” porównywał do błotnistego wiru rzeki Missisipi, a Rob Andrews z „Hit Paradera” tekst utworu określał mianem „kontrowersyjnego”. Mike Gitter z „Hot Rockers” „We Die Young” charakteryzował mianem „ogromnego, zdesperowanego lamentu”, a jego akordy, zdaniem autora, „wibrują na tle szarego nieba północno-zachodniego Pacyfiku z mrożącą krew w żyłach intencją”. Sam Law przyznawał na łamach „Kerrang!”, że mimo upływu trzech dekad, „We Die Young” „nadal zapewnia niesamowicie ciężkie 153 sekundy”.
W ocenie Judith Fisher z „Metal Forces” kompozycja była „pełzającym, melancholijnym numerem, pełnym pompujących linii basu”. Paul Elliot z magazynu „Q” podkreślał, że ze względu na niski strój, a także charakterystyczne riffy Cantrella w „We Die Young” i „Man in the Box”, zespół wypracował wyrazistą dynamikę lat 90. Eli Enis z branżowego „Revolver” – odnosząc się do analizy utworu – przyznawał: „Patrząc wstecz, można by pomyśleć, że AIC czerpie inspirację z Black Albumu [1991] Metalliki w «We Die Young», ale ten groovemetalowy deptacz był właściwie pierwszy”. Z kolei jeden z recenzentów portalu rockmetal.pl pisał o utworze: „«We Die Young» to jeden z najjaśniejszych punktów Facelift [1990]. Mocny, energetyczny, świetnie bujający, z przeszywającym ciało odbiorcy wokalem Layne’a Staleya i iście heavymetalowymi zagrywkami Cantrella – prawdziwy hymn dla dorastającej, dekadenckiej młodzieży początków lat 90., z bardzo znamiennym przesłaniem”.
Przedwczesna śmierć Staleya w 2002 i Mike’a Starra w 2011 spowodowała, że część krytyków znaczenie utworu interpretowała jako zapowiedź tragicznych wydarzeń. Alan Ritch wyrażał przekonanie, że „piosenka stała się bolesną rzeczywistością, gdy członkowie Mike Starr i Layne Staley przegrali walkę z uzależnieniem od narkotyków. Gdyby tylko wers «Take another hit / and bury your brother» nie był tak dosłowny”. Z kolei Vince Neilstein pisał, że „«We Die Young» to idealna uwertura do bogatej kariery Alice in Chains; pierwsza piosenka z ich pierwszego albumu mówi w zasadzie wszystko, co musisz wiedzieć o zespole”.

### Komercyjny
Tytułowy utwór zyskał uznanie w lokalnych rozgłośniach radiowych, emitujących muzykę rockową oraz metalową, natomiast minialbum wywarł wpływ na społeczność związaną z heavy metalem. Choć singel dobrze sobie radził w radiu, to, zdaniem Gillian G. Gaar, atrakcyjność zespołu dla szerszej publiczności nie była początkowo widoczna.
Po wznowionym wydaniu epki z okazji Record Store Day w 2022, utwór „We Die Young” został odnotowany na dwóch listach brytyjskiej organizacji Official Charts Company (OCC) – 29 kwietnia zadebiutował na 11. pozycji w zestawieniu Official Physical Singles Chart Top 100, oraz na 9. miejscu listy Official Vinyl Singles Chart Top 40. Minialbum zajął 30. miejsce w zestawieniu najlepiej sprzedających się płyt winylowych 2022, przygotowanym przez bazę danych Discogs.

### Wykorzystanie utworu
12 stycznia 2010 „We Die Young” został wydany jako zawartość do pobrania (ang. downloadable content, DLC) dla komputerowej gry muzycznej Rock Band (2007) na platformy Xbox 360, Wii i PlayStation 3, jako część zestawu obejmującego też inne kompozycje zespołu – „Grind”, „Heaven Beside You”, „Last of My Kind” i „Your Decision”.

### Zestawienia
W 2009 redakcja „Kerrang!” sklasyfikowała główny riff utworu na 53. lokacie w przygotowanym przez siebie rankingu „100 zabójczych riffów, które wstrząsnęły światem”. W uzasadnieniu napisano, że „otwierająca linia gitarowa, ma wiele wspólnego ze sceną hair bandów w Los Angeles, a także z bluesowym grzmotem Tony’ego Iommiego z Black Sabbath. Ten glammowy riff został – z różnych intencji i celów – przeciągnięty przez bulgoczącą, gęstą smołę, aby stworzyć w piosence imponujący nastrój strachu i przerażenia […] W lipcu 1990 ten otwierający utwór z ich debiutanckiego albumu stał się hitem w metalowym radiu i ugruntował pozycję zespołu jako jednej z głównych gwiazd rozwijającej się sceny grunge’owej w ich rodzinnym mieście”.
| Rok  | Tytuł                                              | Publikacja | Pozycja | Źródło |
| ---- | -------------------------------------------------- | ---------- | ------- | ------ |
| 2009 | „100 zabójczych riffów, które wstrząsnęły światem” | „Kerrang!” | 53      | [ 68 ] |
| 2022 | „5 najcięższych grunge’owych utworów”              | „Revolver” | 4       | [ 5 ]  |

## Utwór na koncertach

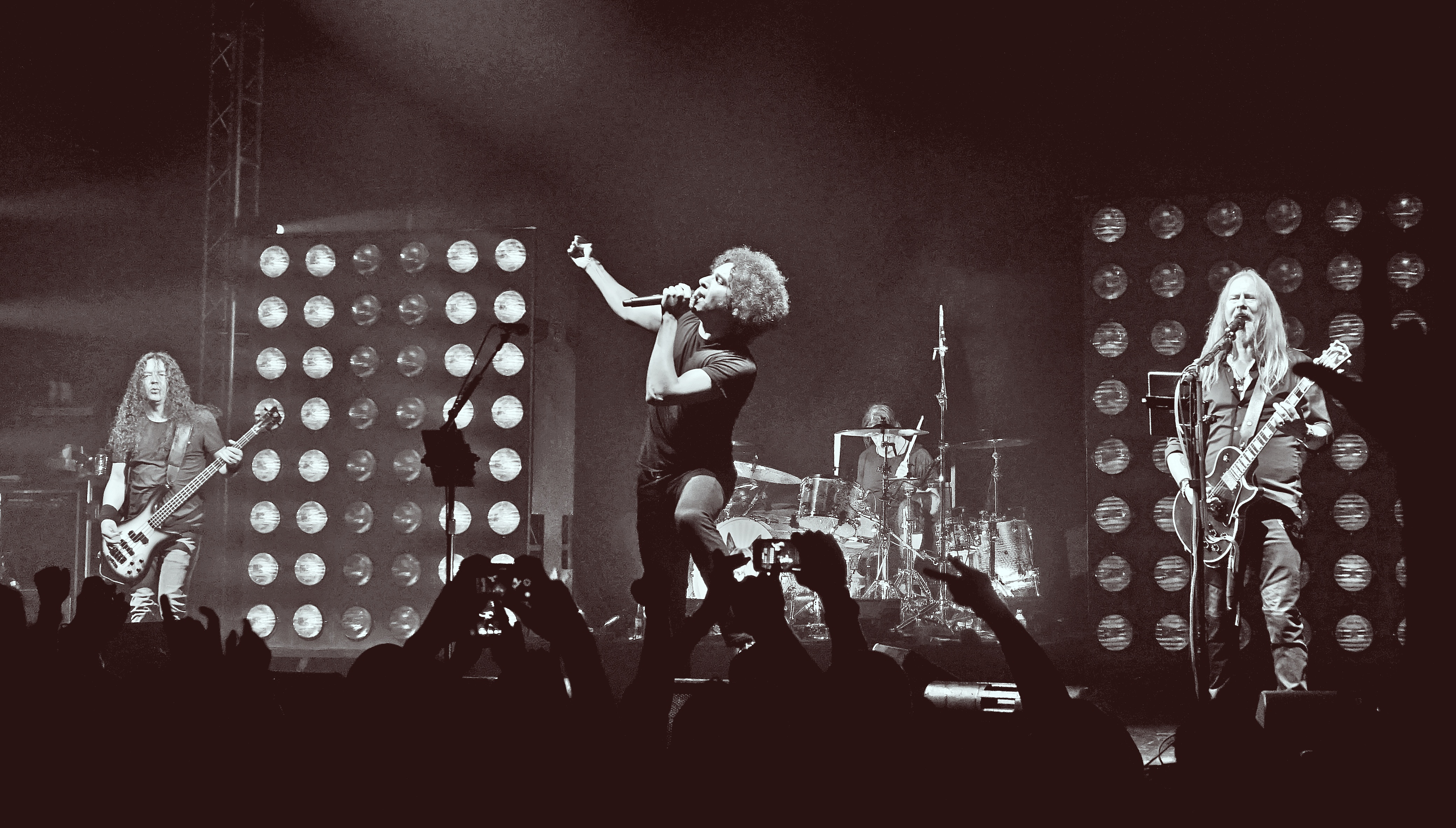
Utwór „We Die Young” regularnie wykonywany jest podczas wszystkich tras zespołu (na zdj. Alice in Chains w 2018)

„We Die Young” jest wykonywany przez zespół na koncertach od końca lat 80. W relacji z występu Alice in Chains na Uniwersytecie Stanu Waszyngton (WSU) w Pulman w stanie Waszyngton z 1 grudnia 1989 napisano: „«We Die Young» przyciąga zgromadzony tłum do headbangu. Ale kiedy basista Mike Starr rozpoczyna swój charakterystyczny ruch biegania w kółko, wir, który tworzy, nie może zostać zatrzymany i Layne wkrótce wskakuje w tłum”. 22 grudnia 1990 muzycy wykonali utwór podczas koncertu w Moore Theatre w Seattle (jego zapis ukazał się na VHS Live Facelift; 1991), lecz (poza teledyskiem) nie uwzględniono go na płycie. Recenzując koncert Alice in Chains w londyńskim The Town & Country Club z 28 lutego 1993, Mörat napisał na łamach „Kerrang!”, że „w dzisiejszym zestawie jest zbyt mało materiału z ich klasycznego, pierwszego albumu Facelift [1990], ale gdy po «Dam That River» następuje «We Die Young», strach nie jest już «w drodze» [odniesienie do pierwszego wersu kompozycji: Scary is on the wall, scary is on his way]. Strach jest tutaj, w tym pieprzonym budynku z nami, większy niż życie!”.
Cantrell w rozmowie z „Guitar School” wspominał, że przy okazji występu grupy w ramach MTV Unplugged w 1996, muzycy planowali wykonać utwór w wersji akustycznej, jednak zrezygnowali z tego pomysłu z uwagi na ograniczenia czasowe. 10 maja 1996 zespół zagrał występ w talk-show Late Show with David Letterman, w trakcie którego wykonał skrócone wersje „Again” i „We Die Young”. Kelsey Chapstick z „Revolvera” pisała, że „choć wydawał się chudy i melancholijny, Staley trzymał to razem, by zapewnić porywający występ, podczas gdy energia jego kolegów z zespołu z nawiązką rekompensowała jego bezruch i introwersję”. Dan Epstein z „Rolling Stone’a”, odnosząc się do tego samego telewizyjnego występu, zwracał uwagę, że „sposób, w jaki rozwala klasyk Facelift «We Die Young» wywołuje gęsią skórkę. To prawie tak, jakby przynajmniej na chwilę był w stanie ponownie wykorzystać wewnętrzny ogień, który napędzał jego wokal w początkowych dniach”.
2 lipca 2006, podczas koncertu w Goffertpark w Nijmegen w ramach Finish What we Started Tour, „We Die Young” został wykonany z gościnnym udziałem wokalisty Tima Williamsa i basisty Kyle’a Sandersa z zespołu Bloodsimple.

## Lista utworów na singlu
singel CD (CSK 2163):
| Nr | Tytuł utworu   | Autorzy        | Długość |
| -- | -------------- | -------------- | ------- |
| 1. | „We Die Young” | Jerry Cantrell | 2:32    |

kaseta (CAT 2095):
Strona A:
| Nr | Tytuł utworu         | Autorzy                             | Długość |
| -- | -------------------- | ----------------------------------- | ------- |
| 1. | „We Die Young”       | Cantrell                            | 2:32    |
| 2. | „It Ain’t Like That” | Cantrell • Mike Starr • Sean Kinney | 4:37    |
| 3. | „Killing Yourself”   | Layne Staley • Cantrell             | 2:39    |
|    |                      |                                     | 9:48    |

Strona B:
| Nr | Tytuł utworu         | Autorzy                   | Długość |
| -- | -------------------- | ------------------------- | ------- |
| 1. | „We Die Young”       | Cantrell                  | 2:32    |
| 2. | „It Ain’t Like That” | Cantrell • Starr • Kinney | 4:37    |
| 3. | „Killing Yourself”   | Staley • Cantrell         | 2:39    |
|    |                      |                           | 9:48    |

winyl 12” (CAS 2095):
Strona A:
| Nr | Tytuł utworu   | Autorzy  | Długość |
| -- | -------------- | -------- | ------- |
| 1. | „We Die Young” | Cantrell | 2:32    |

Strona C:
| Nr | Tytuł utworu         | Autorzy                   | Długość |
| -- | -------------------- | ------------------------- | ------- |
| 1. | „It Ain’t Like That” | Cantrell • Starr • Kinney | 4:37    |
| 2. | „Killing Yourself”   | Staley • Cantrell         | 2:39    |
|    |                      |                           | 7:16    |

## Personel
Opracowano na podstawie materiału źródłowego:
| Alice in Chains - Layne Staley – śpiew - Jerry Cantrell – gitara rytmiczna, gitara prowadząca, wokal wspierający - Mike Starr – gitara basowa - Sean Kinney – perkusja | Produkcja - Producent muzyczny: Dave Jerden - Inżynier dźwięku: Ron Champagne - Miksowanie: Dave Jerden w Sound Castle Studio, Los Angeles - Mastering: Eddy Schreyer w Future Disc Systems, Hollywood |

## Notowania
| Lista (2022)                                              | Pozycja |
| --------------------------------------------------------- | ------- |
| Official Physical Singles Chart Top 100 (Wielka Brytania) | 11      |
| Official Vinyl Singles Chart Top 40 (Wielka Brytania)     | 9       |

## Interpretacje
- Zespół Ektomorf wykonał cover „We Die Young” na minialbumie The Gipsy Way (2010), dołączonym do reedycji płyty What Doesn't Kill Me... (2009)[80].
- Formacja Stone Sour nagrała studyjną wersję „We Die Young” na minialbumie Meanwhile in Burbank... (2015)[81].
- Zespół Cane Hill zarejestrował cover „We Die Young” na potrzeby składanki Decades of Destruction (2016), dołączonej do rocznicowego wydania pisma branżowego „Metal Hammer”[82].